# زبابة أسطوانية الذنب
زبابة أسطوانية الذنب (الاسم العلمي: Sorex cylindricauda) (بالإنجليزية: Stripe-backed Shrew)‏ هي نوع من الثدييات يتبع جنس الزبابة من الفصيلة الزبابات         .	